# El Samaritan Tonameca
El Samaritan Tonameca är en ort i Mexiko.   Den ligger i kommunen Santa María Tonameca och delstaten Oaxaca, i den sydöstra delen av landet, 500 km sydost om huvudstaden Mexico City. El Samaritan Tonameca ligger 38 meter över havet och antalet invånare är 176.
Terrängen runt El Samaritan Tonameca är platt söderut, men norrut är den kuperad. Havet är nära El Samaritan Tonameca åt sydväst.  Närmaste större samhälle är San Pedro Pochutla, 14,6 km öster om El Samaritan Tonameca. 